# Alexandru Gațcan

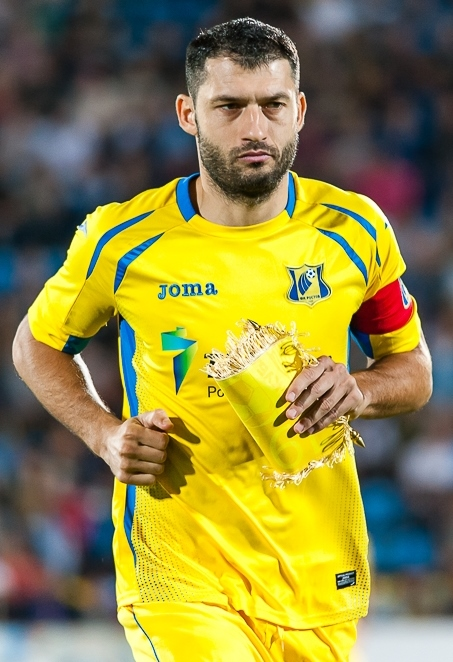
Alexandru Gațcan v roce 2015

Alexandru Gațcan [alexandru gackan] (* 27. března 1984, Kišiněv, Moldavská SSR, Sovětský svaz) je bývalý moldavský fotbalový záložník a reprezentant. Má také ruské občanství.

V sezóně 2013/14 vyhrál s FK Rostov ruský fotbalový pohár.

## Klubová kariéra
- FC Unisport-Auto Tiraspol 2003–2004
- FK Spartak Moskva 2004
- FK Spartak Čeljabinsk 2005
- FK Rubin Kazaň 2006–2008
- FK Rostov 2008–2019

## Reprezentační kariéra
V A-mužstvu Moldavska debutoval 9. 2. 2005 v přátelském zápase v Baku proti reprezentaci Ázerbájdžánu (remíza 0:0).